# Cannelle
Cannelle (in corso Cannelle) è un comune francese di 50 abitanti situato nel dipartimento della Corsica del Sud nella regione della Corsica.

## Società

### Evoluzione demografica
Abitanti censiti